# Mitra gilbertsoni
Mitra gilbertsoni is een slakkensoort uit de familie van de Mitridae. De wetenschappelijke naam van de soort is voor het eerst geldig gepubliceerd in 1968 door Cate.